# 脑木更苏木
脑木更苏木（汉语拼音字母：Nômhôn Sûm），是中华人民共和国内蒙古自治区乌兰察布市四子王旗下辖的一个乡镇级行政单位。

## 行政区划
脑木更苏木下辖以下地区：
宝日花嘎查牧委会、乌兰希勒嘎查牧委会、哈沙图嘎查牧委会、山达来嘎查牧委会、丁吉嘎查牧委会和阿莫吾素嘎查牧委会。